# کینگز رود
کینگز رود (انگلیسی: King's Road) یکی از خیابان‌های اصلی در ناحیه چلسی، لندن است.
این خیابان که ۳٫۱ کیلومتر طول دارد از سمت شرق به میدان اسلون و از سمت غرب به خیابان فولام های محدود می‌شود. خیابان کینگز رود در دهه ۱۹۶۰ از نمادهای مد و فشن در لندن محسوب میشده است.